# István Lang
István Lang (nascido em 14 de janeiro de 1933) é um ex-ciclista húngaro que competiu no ciclismo nos Jogos Olímpicos de Verão de 1952, representando a Hungria.